# Eden Burning
Eden Burning (anglicky doslova hořící Eden) byla populární křesťanská skupina z Cheltenhamu vedená Paulem Northupem. Vyvinula se z aktivních muzikantů baptistického sboru ve čtvrti Charlton Kings. Existovala mezi léty 1989–1996. Vycházela z folku, inspiraci našla například u skupiny Why?. Část členů skupiny po jejím rozpuštění založila skupinu Bell Jar.
Jméno odkazovalo na hořící Eden poté, co z něj byli vyhnáni Adam s Evou.
Během svého působení nahrála skupina tři studiová alba a jedno album naživo (v rámci koncertu před dnešní budovou University of Gloucestershire. V rámci oslavy 20 let festivalu Greenbelt vydala skupina výběr toho nejlepšího pod souhrnným názvem The Hatchery. Tento výběr je dnes volně ke stažení na Internetu.
Seznam alb:
- Vinegar and brown paper, 1992, kompaktní disk
- You Could Be The Meadow, 1994, kompaktní disk
- Smilingly Home, 1993, natočeno naživo, kompaktní disk
- Brink, 1995, studiové album, kompaktní disk
- The Hatchery, výběr